# Bahadur Shah (Gujarat)

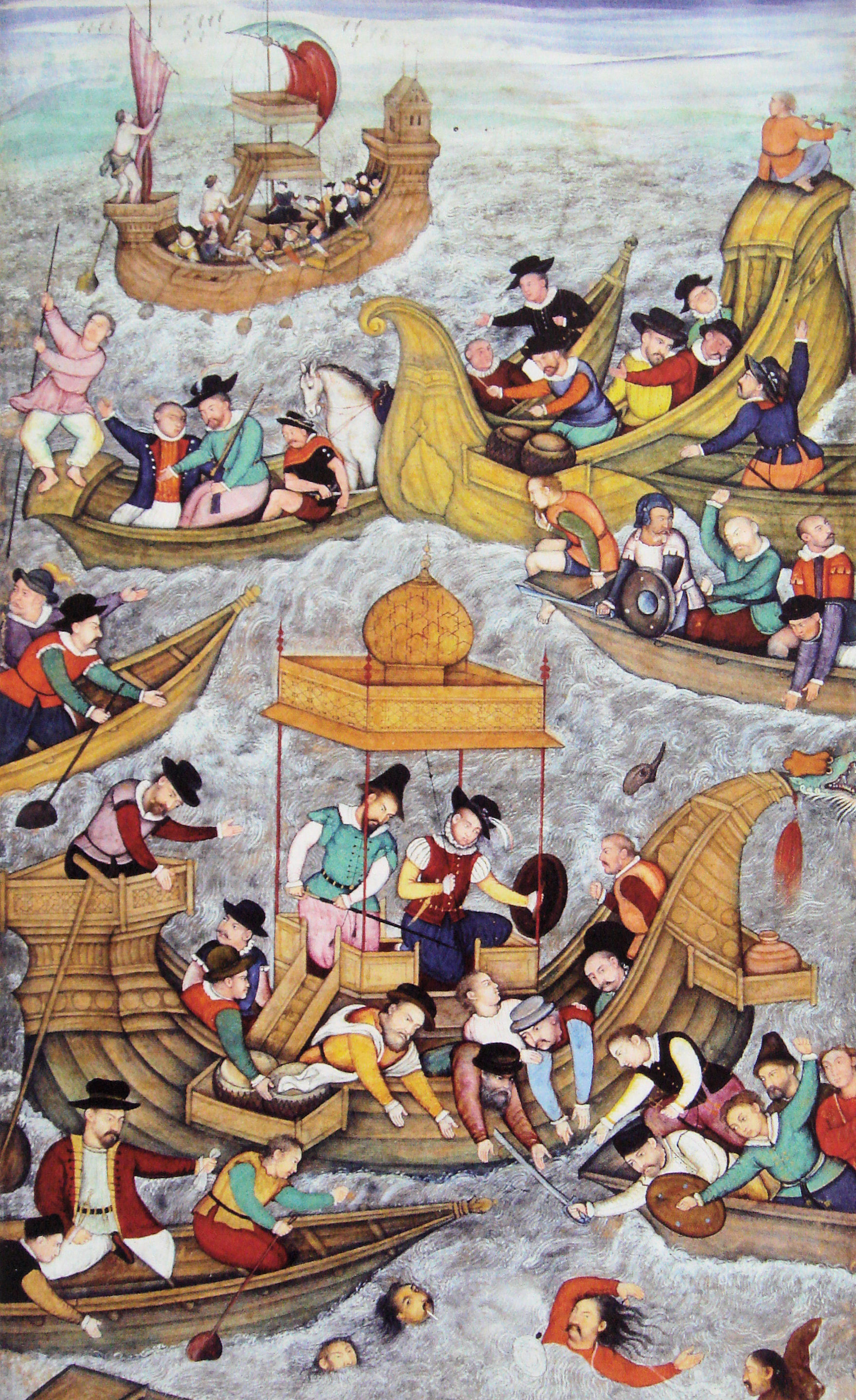
Tod Bahadur Shahs – Miniatur aus dem Akbar-nāma (Ende 16. Jh.)

Sultan Qutb-ud-Din Bahadur Shah war von 1526 bis 1537 (mit einer kurzen Unterbrechung in den Jahren 1535/1536) Herrscher über das Sultanat von Gujarat.

## Biografie
Das Geburtsdatum Bahadur Shahs ist unbekannt. Sein Vater Shams-ud-Din Muzaffar Shah II. (reg. 1511–1526) hatte den älteren Sohn Sikandar Shah als Thronerben bestimmt. Da das Verhältnis Bahadur Shahs zu seinem älteren Bruder so gespannt war, dass er um sein Leben fürchtete, flüchtete er nach Chittorgarh; kurz darauf begab er sich unter den Schutz des Sultans von Delhi, Ibrahim Lodi (reg. 1517–1526), der jedoch nur wenig später vom Mogul-Fürsten Babur in der Schlacht von Panipat besiegt wurde und fiel. Nach der Nachricht vom Tod seines Vaters kehrte Bahadur nach Gujarat zurück, wo ihm die Noblen des Reiches als Nachfolger huldigten. Sein älterer Bruder Sikandar war inzwischen umgebracht worden; seine jüngeren Brüder erlitten dasselbe Schicksal; nur Chand Khan konnte an den Hof des Sultanats Malwa flüchten.
In den Folgejahren belagerte er die Festung Daulatabad (1528/1529), darauf wandte er sich gegen Malwa, nahm die Hauptstadt Mandu (1531) und gliederte das Fürstentum seinem Reich ein. Gleichzeitig hatte er sich im Norden mit den Moguln und im Süden mit den Portugiesen auseinanderzusetzen. Im Jahr 1534 unterzeichnete Bahadur Shah an Bord der Galeone São Mateus den Vertrag von Bassein, in welchem er mehrere Inseln und Küstenstädte an Portugal abtrat. Ein Jahr später drang das von Großmogul Humayun geführte Mogul-Heer in den Norden Gujarats ein und übernahm die Herrschaft über das Sultanat; Bahadur Shah ergriff die Flucht und suchte Schutz und Unterstützung bei den Portugiesen. Im Jahr 1537 jedoch wurde er an Bord eines portugiesischen Schiffes, welches vor der Küste Gujarat ankerte, ermordet; sein Leichnam wurde in die Arabische See geworfen. Ein Jahr später wurde die Insel Diu von einem osmanischen Schiffsverband angegriffen, doch behielten die Portugiesen letztlich die Oberhand.

## Nachfolge
Da Bahadur Shah keine Söhne hatte, suchten die Noblen des Sultanats einen geeigneten Nachfolger und fanden ihn schließlich in seinem Neffen Mahmud Shah III., der zwar von 1538 bis 1554 offiziell regierte, aber nicht mehr als eine Marionette im Spiel der Großen war. Unter dessen ebenso schwachem Nachfolger Muzaffar III. eroberten die Truppen des Großmoguls Akbar I. das Sultanat (1573) und verwalteten es mit der Hilfe von Statthaltern (subahdars).